# Farida Azizova
Farida Azizova, née le 6 juin 1995 à Qusar, est une taekwondoïste azerbaïdjanaise.

## Carrière
Dans la catégorie des moins de 67 kg, elle remporte la médaille de bronze des Championnats du monde de taekwondo 2013, la médaille de bronze des Championnats d'Europe de taekwondo 2014 et la médaille d'argent des Jeux européens de 2015.